# 南方車站 (大阪府)
南方站（日语：／ Minamikata eki */?）是一個位於大阪府大阪市淀川區西中島三丁目，屬於阪急電鐵京都本線的鐵路車站。車站編號為HK-61。
附近就是大阪市高速電氣軌道御堂筋線西中島南方站，可以在此轉乘。

## 歷史
- 1921年（大正10年）4月1日 - 北大阪電氣鐵道（日语：北大阪電気鉄道）的十三站 - 淡路站 - 豐津站豊津駅 (大阪府)）間開通，本站同時開業[2]。
- 1923年（大正12年）4月1日 - 路線讓渡，成為新京阪鐵道（日语：新京阪鉄道）的車站[2]。
- 1930年（昭和5年）9月15日 - 公司合併，成為京阪電氣鐵道十三線的車站[2]。
- 1943年（昭和18年）10月1日 - 與阪神急行電鐵合併，成為京阪神急行電鐵（1973年改名為阪急電鐵）的車站[2]。
- 1959年（昭和34年）2月18日 - 十三線被編入京都本線[2]。
- 1982年（昭和57年）11月27日 - 列車改點，平日早上通勤時間準急列車開始運行（只有下行），準急開始停靠本站。
- 2001年（平成13年）3月24日 - 列車改點，只有普通列車停靠本站。
- 2007年（平成19年）3月17日 - 列車改點，再次成為準急列車停靠站。
- 2010年（平成22年）3月14日 - 列車改點，快速列車開始停靠本站。

## 車站構造
側式月台2面2線的地面車站。驗票口內沒有可連通兩月台的道路。
開業當初，有很長一段時間只有1號月台有設置洗手間，要使用洗手間的2號月台乘客必須要向站務員得到許可，出驗票口到1號月台才能使用，2009年（平成21年）10月後，也在2號月台也設置了洗手間。
本站為比較狹窄的車站，隨著新大阪站附近的開發，本站的重要度年年提升。

### 月台配置
| 月台 | 路線     | 方向 | 目的地                            |
| ---- | -------- | ---- | --------------------------------- |
| 1    | 京都本線 | 上行 | 往 淡路、高槻市、京都河原町、嵐山 |
| 2    | 京都本線 | 下行 | 往 大阪梅田                       |

## 使用情況
2019年（令和元年）特定日1日的上下車人次為42,886人。阪急電鐵全部車站中排名第22。
近年1日使用狀況統計如下表。
| 年度               | 特定日     | 特定日   | 1日平均 上車人次 | 來源   |
| 年度               | 上下車人次 | 上車人次 | 1日平均 上車人次 | 來源   |
| ------------------ | ---------- | -------- | ---------------- | ------ |
| 1990年（平成02年） | 47,142     | 22,283   | 25,246           | [ 4 ]  |
| 1991年（平成03年） | -          | -        | 29,000           |        |
| 1992年（平成04年） | 46,456     | 22,410   | 26,368           | [ 5 ]  |
| 1993年（平成05年） | -          | -        | 27,792           |        |
| 1994年（平成06年） | -          | -        | 26,206           |        |
| 1995年（平成07年） | 45,616     | 21,260   | 25,325           | [ 6 ]  |
| 1996年（平成08年） | 47,150     | 21,680   | 26,336           | [ 7 ]  |
| 1997年（平成09年） | 47,033     | 21,867   | 24,619           | [ 8 ]  |
| 1998年（平成10年） | 45,694     | 21,153   | 23,055           | [ 9 ]  |
| 1999年（平成11年） | -          | -        | 22,619           |        |
| 2000年（平成12年） | 42,744     | 20,474   | 22,273           | [ 10 ] |
| 2001年（平成13年） | 42,618     | 20,088   | 21,817           | [ 11 ] |
| 2002年（平成14年） | 41,121     | 19,473   | 21,331           | [ 12 ] |
| 2003年（平成15年） | 39,899     | 18,779   | 21,097           | [ 13 ] |
| 2004年（平成16年） | 37,794     | 17,875   | 20,701           | [ 14 ] |
| 2005年（平成17年） | 37,799     | 17,813   | 19,734           | [ 15 ] |
| 2006年（平成18年） | 38,118     | 17,792   | 19,131           | [ 16 ] |
| 2007年（平成19年） | 40,520     | 19,059   | 18,923           | [ 17 ] |
| 2008年（平成20年） | 41,095     | 19,161   | 19,824           | [ 18 ] |
| 2009年（平成21年） | 39,608     | 18,774   | 20,460           | [ 19 ] |
| 2010年（平成22年） | 40,238     | 19,187   | 20,381           | [ 20 ] |
| 2011年（平成23年） | 41,043     | 19,633   | 21,013           | [ 21 ] |
| 2012年（平成24年） | 41,042     | 19,710   | 21,525           | [ 22 ] |
| 2013年（平成25年） | 41,768     | 19,869   | 22,068           | [ 23 ] |
| 2014年（平成26年） | 41,829     | 20,270   | 22,235           | [ 24 ] |
| 2015年（平成27年） | 42,242     | 20,237   | 23,095           | [ 25 ] |
| 2016年（平成28年） | 42,853     | 20,647   | 22,570           | [ 26 ] |
| 2017年（平成29年） | 44,095     | 21,131   | 23,234           | [ 27 ] |
| 2018年（平成30年） | 43,641     | 20,920   | 23,737           | [ 28 ] |
| 2019年（令和元年） | 42,886     | 20,574   |                  | [ 29 ] |

## 車站周邊
車站旁邊有御堂筋線的西中島南方站，北方700公尺處有JR新大阪站，都能夠徒步到達。車站周邊有辦公大樓、飯店、住宅公寓等聚集的辦公區以外、居酒屋、風俗店等聚集的歡樂街也雜然處於其中。
- 日清食品 大阪本社
- 基恩士 新大阪大樓
- 公文教育會館
- 大原簿記專門學校
- 大阪醫療秘書福祉專門學校
- 東淀川稅務署
- 西中島南方站前郵局
- 淀川西中島郵局
- 淀川木川東郵局
- 里索那銀行新大阪站前分行
- gourmet city南方店
- 康瑟特飯店
- 新大阪橡樹酒店
- 新大阪太陽石酒店
- City Villa R酒店
- 淀川通
- 國道423号（新御堂筋）
- 淀川河川公園
- 大阪市水道局 水道記念館

### 公車路線
設有公車站「地下鐵西中島南方」，可搭乘大阪都市巴士。
| 系統 | 目的地     | 主要行經地                     |
| ---- | ---------- | ------------------------------ |
| 93   | 井高野車庫 | 東淀川區役所・江口橋           |
| 93   | 大阪站前   | 淀川區役所・十三・濟生會醫院前 |

## 相鄰車站
阪急電鐵
 京都本線
■快速特急、■特急、■通勤特急、■準特急
通過
■急行、■準急
十三（HK-03）－南方（HK-61）－淡路（HK-63）
■普通
十三（HK-03）－南方（HK-61）－崇禪寺（HK-62）

## 外部連結
- 南方 - 阪急電鐵